# Олешня (Репкинский район)
Оле́шня (укр. Олешня) — село в Репкинском районе Черниговской области Украины. Население 982 человека. Занимает площадь 2,82 км². Расположено на реке Сухой Вир и её притоке Олишевка. В состав села было включено село Глебов Хутор. Здесь расположены ж/д остановочный пункт Олешня и ж/д станция Грибова Рудня.
Почтовый индекс: 15030.

## Власть
Орган местного самоуправления — Олешнянский сельский совет. Почтовый адрес: 15043, Черниговская обл., Репкинский р-н, с. Олешня, ул. Трудовая, 34. Тел.: +380 (4641) 4-61-88; факс: 4-61-88.

## Галерея

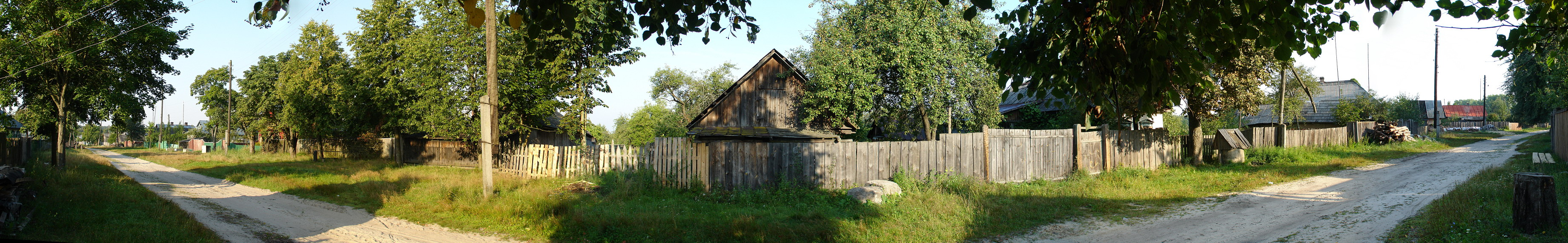
Панорама села
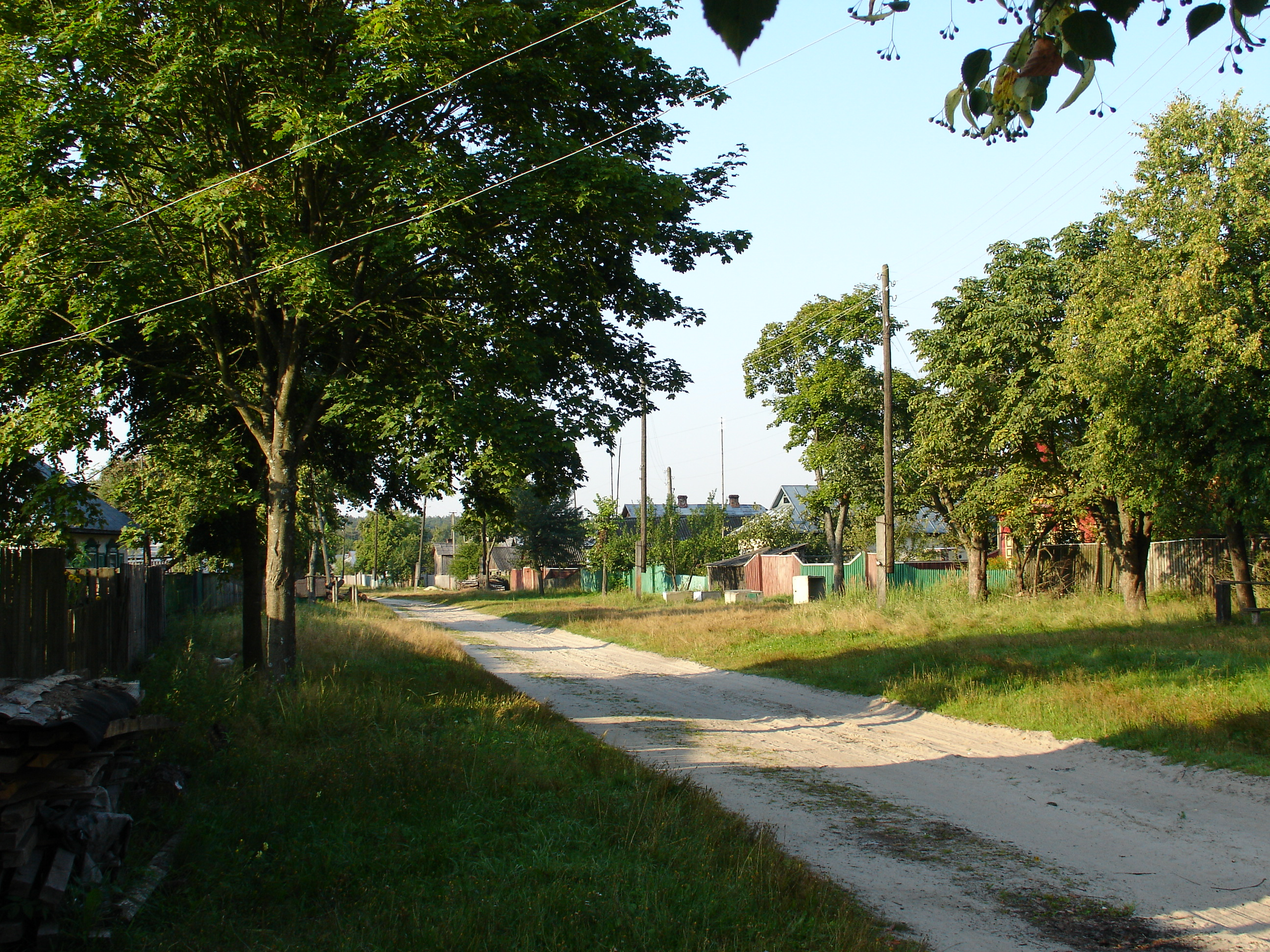
Улица Шевченко
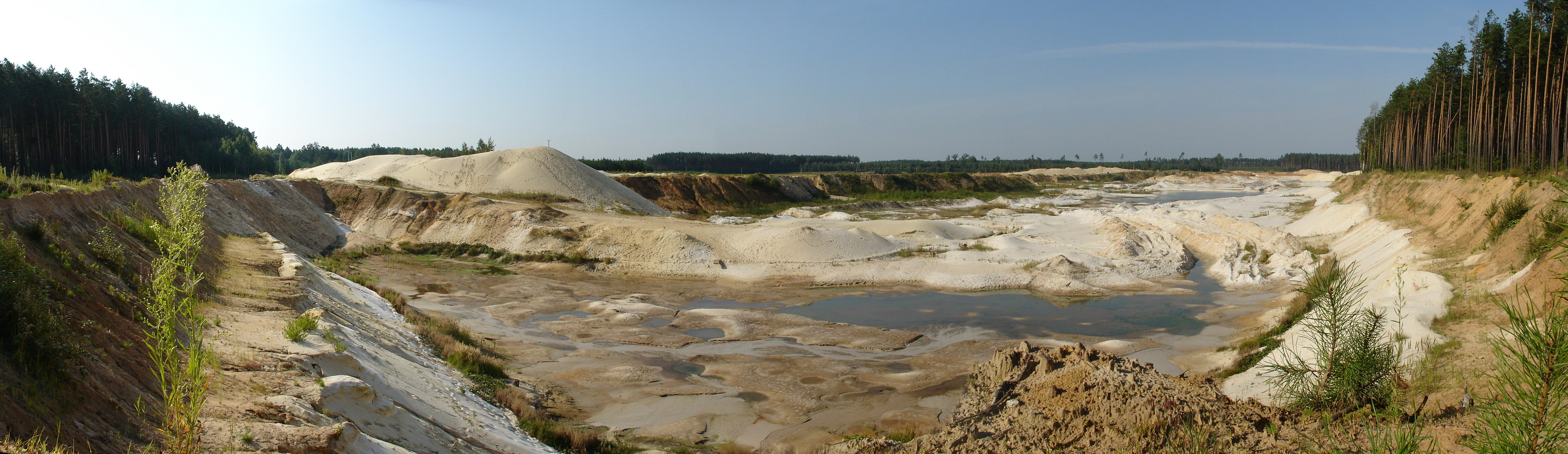
Песчаный карьер